# 이시이 사키
이시이 사키(일본어: 石井 咲希, 1995년 7월 3일 ~ )는 일본의 여자 축구 선수이다.

## 구단 경력
나데시코 리그의 우라와 레즈, 버니즈 교토 SC에서 활동했다.

## 국가대표팀 경력
그녀는 2012년 FIFA U-17 여자 월드컵에 참가할 일본 U-17 국가대표팀에 발탁되었으며, 2경기에 출전했다.